# 921 Jovita
Jovita (asteroide 921) é um asteroide da cintura principal com um diâmetro de 58,48 quilómetros, a 2,6191445 UA. Possui uma excentricidade de 0,176637 e um período orbital de 2 072,25 dias (5,68 anos).
Jovita tem uma velocidade orbital média de 16,6997011 km/s e uma inclinação de 16,29008º.
Esse asteroide foi descoberto em 4 de Setembro de 1919 por Karl Reinmuth.